# فلسفه هوش مصنوعی

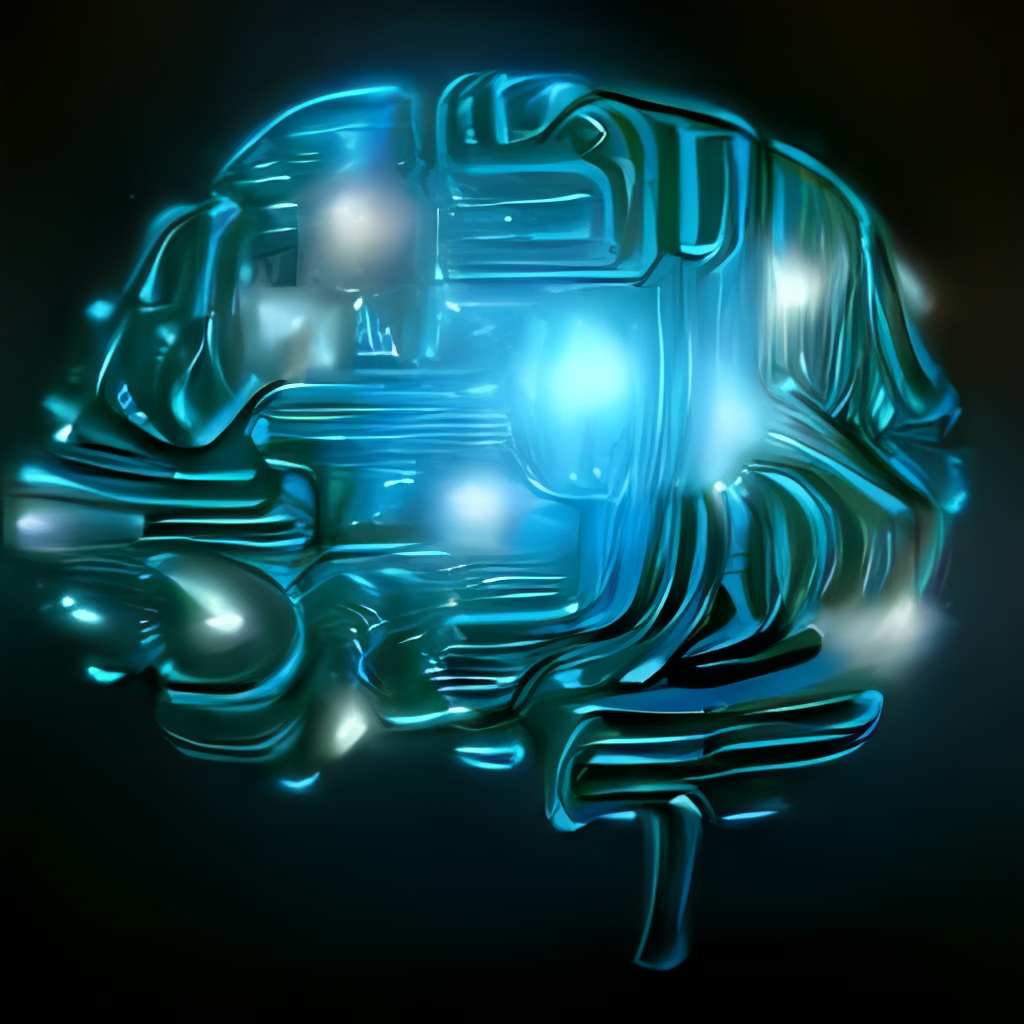
فلسفه هوش مصنوعی

هوش مصنوعی پیوندهای نزدیکی با فلسفه دارد زیرا هر دو در مفاهیم متعددی مانند هوش، عمل، خودآگاهی، معرفت‌شناسی و حتی اختیار مشترک هستند. علاوه بر این، تکنولوژی درصدد ایجاد حیات مصنوعی (حیوانات، انسان‌ها یا حداقل مخلوقات مصنوعی) است، به همین دلیل فلاسفه توجه شایانی به هوش مصنوعی نشان می‌دهند. این عوامل باعث ظهور فلسفه هوش مصنوعی شده است.
برخی پژوهشگران پیرامون نادیده گرفتن فلسفه توسط جامعهٔ هوش مصنوعی هشدار داده‌اند. این پژوهشگران بر لزوم تفکر فلسفی دربارهٔ موضوعات مورد بحث در هوش مصنوعی و اهداف آن تأکید می‌کنند.
مطالعهٔ فلسفهٔ هوش مصنوعی می‌کوشد تا پرسش‌هایی از این دست را پاسخ دهد:
- آیا یک ماشین می‌تواند هوشمندانه عمل کند؟ آیا آن ماشین قادر به حل همهٔ مسائلی که انسان با فکر کردن آن‌ها را حل می‌کند، هست؟
- آیا هوش انسان و هوش ماشین یکسان هستند؟ آیا در اصل، مغز انسان یک رایانه است؟
- آیا ماشین می‌تواند ذهن، حالات ذهنی و خودآگاهی مشابه انسان داشته باشد؟ آیا می‌تواند ماهیت اشیا را احساس کند؟

چنین پرسش‌هایی بیانگر علایق متفاوت پژوهشگران هوش مصنوعی، فلاسفه و دانشمندان علوم شناختی است. پاسخ‌های ارائه شده به این پرسش‌ها به تعریف واژه‌های هوش و خودآگاهی و مشخص شدن اینکه دربارهٔ چه ماشینی بحث می‌شود، بستگی دارد.
گزاره‌های مهم در فلسفهٔ هوش مصنوعی شامل این موارد می‌شوند:
- «قرارداد مودبانه» تورینگ: اگر ماشینی به هوشمندی یک انسان رفتار کند، آن گاه به هوشمندی یک انسان است.[۴]
- گزاره دارتموث: «هر جنبه ای از یادگیری یا هر ویژگی دیگری از هوشمندی می‌تواند چنان به دقت توصیف شود که ماشینی بتواند برای شبیه‌سازی آن ساخته شود.»[۵]
- فرضیه سیستم نماد فیزیکی (به انگلیسی: Physical symbol system) نیول و سایمون: «یک سیستم نماد فیزیکی استطاعت لازم و کافی برای عمل هوشمند کلی را برخوردار است.»[۶]
- فرضیه هوش مصنوعی قوی سرل: «کامپیوتر به درستی برنامه‌ریزی شده با ورودی‌ها و خروجی‌های صحیح بدانگونه دقیقاً به همان معنا که انسان‌ها ذهن دارند ذهنی خواهد داشت.»[۷]
- مکانیسم هابز: «زیرا که 'تعقل' [reason] … چیزی نیست جز 'محاسبه' [reckoning]، که جمع و تفریق کردن است، [جمع و تفریق کردنِ] عواقب اسامی کلی‌ای که به منظور 'نشانه‌گذاری' [marking] و 'معنی‌بخشیدن' [signify] افکارمان بر آن‌ها توافق شده است.»[۸]

## آیا یک ماشین (یاربات) می‌تواند هوشمند باشد؟
آیا ممکن است روزی ماشینی ساخته شود، که تمام مشکلاتی که بشر قادر به حل آن است را با هوش خود از میان بردارد؟ پژوهشگران حوزهٔ هوش مصنوعی علاقه‌مندند پاسخی برای این پرسش ارائه دهند. این پاسخ گسترهٔ توانایی ربات‌ها را در آینده مشخص کرده و مسیر پژوهشگران هوش مصنوعی را راهنمایی می‌کند. این تنها به رفتار ربات‌ها ارتباط داشته و تفکر روانشناسان، دانشمندان علوم شناختی و فیلسوف‌ها را را مورد بررسی قرار نمی‌دهند. برای پاسخ به این سؤال، لزومی ندارد که یک ماشین واقعاً همان‌طوری‌که یک انسان فکر می‌کند، فکر کند یا اینکه ادای فکر کردن را در بیاورد. جایگاه اصلی پژوهشگران هوش مصنوعی، در این جمله که در طرح پیشنهادی Dartmouth Conferences در سال ۱۹۵۶ مطرح شده است خلاصه می‌گردد:
هر جنبه‌ای از یادگیری، یا دیگر خصوصیات هوش را می‌توان چنان به‌دقت تشریح کرد که یک ماشین (ربات) بتواند آن را شبیه‌سازی کند.
بحث و جدل علیه قضیهٔ اصلی باید نشان دهد که به وجود آوردن سامانهٔ پویای هوش مصنوعی امکان ندارد. چرا که در حال حاضر توانایی‌های کامپیوترها، دارای یک سری محدودیت‌هایی است؛ یا اینکه توانایی‌های شگرفی برای اندیشیدن در ذهن انسان وجود دارد که هنوز، ماشین‌ها (یا شیوه‌هایی که پژوهشگران هوش مصنوعی در این رابطه پیش گرفته‌اند) قادر به پردازش آن‌ها نیستند و بحث در این خصوص باید مهر تأییدی بر غیر عملی بودن این سامانه باشد.
نخستین گام برای پاسخ به این سؤال این است که «هوش» را به روشنی تعریف کرد.

### هوش

#### بررسی هوشمند بودن کامپیوتر (آزمایش تورینگ)
آلن تورینگ در مقالهٔ مشهور و حائز اهمیت سال ۱۹۵۰ میلادی، مسئله هوش را به پرسشی ساده دربارهٔ توانایی مکالمه مربوط کرد. پیشنهاد وی این بود: اگر یک ماشین قادر باشد که به تمامی پرسش‌هایی که از آن می‌شود پاسخ دهد، و از همان کلماتی استفاده کند که یک انسان معمولی استفاده می‌کند، آنوقت می‌توان آن ماشین را هوشمند دانست. نمونهٔ مدرن طرح وی را می‌توان در تالارهای برخط گفتگو جستجو کرد؛ جایی که یکی از دو شرکت‌کننده، انسانی حقیقی و دیگری برنامه‌ای کامپیوتری است. برنامهٔ کامپیوتری هنگامی می‌تواند از این آزمون سربلند بیرون بیاید که هیچ‌کس نتواند بین آن و انسان تمییز قائل شود. تورینگ، خاطر نشان کرد که هیچ‌کس (به غیر از فلاسفه) هرگز سؤالی با این مضمون مطرح نکرده است که: «آیا مردم می‌توانند فکر می‌کنند؟» وی می‌نویسد: «به‌جای اینکه مدام دربارهٔ این موضوع بحث کنیم، عادی خواهدبود اگر یک قراردادِ معقول بداشته باشیم مبنی بر اینکه همهٔ فکر می‌کنند.» و آزمون تورینگ، این قراردادِ معقول را به ربات‌ها هم بسط داد.
اگر یک ماشین، بمانند انسان، هوشمندانه عمل کند، آن هنگام است که می‌توان گفت بمانند انسان، هوشمند است.

##### مقایسهٔ هوش انسان با مفهوم کلی هوش
یک نقد دربارهٔ آزمون تورینگ این است که این آزمون، کاملاً انسان نماست. اگر هدف نهایی ما خلق ماشین‌هایی است که هوشمندانه تر از انسان‌ها عمل کنند، چرا بر این امر تأکید داریم که ماشین‌ها باید دقیقاً شبیه به انسان باشند؟ به گفتهٔ راسل و نوروینگ، متون نوشته شده توسط مهندسان علم هوانوردی، نمی‌تواند تعریف درستی برای تولید ماشین‌هایی باشد که درست مانند کبوترها پرواز کنند، به‌طوری‌که دیگر کبوترها نیز فریب بخورند. در پژوهش تازه‌ای که در حوزهٔ هوش مصنوعی انجام گرفت، واژهٔ هوش در عبارات «عوامل عقلانی» و «عوامل هوشی»، معنا شد. «عامل» چیزی است که در یک محیط، مشاهده و عمل می‌کند؛ و اندازه‌گیری عملکرد، بیانگر مقدار موفقیت یک عامل است.
اگر یک «عامل» با توجه به تجربیات و دانش پیشین خود، بیشترین عملکرد را داشته باشد، می‌توان گفت که باهوش است.
چنین تعریفاتی، سعی در به دست آوردن مفهوم و ماهیت هوش دارند. آن‌ها این مزیت را دارد که برخلاف آزمون تورینگ، برای ویژگی‌های انسانی ای که نمی‌خواهیم به‌عنوان هوش تلقی شوند، بکار روند، مانند «توانایی توهین کردن» و «وسوسهٔ دروغ گفتن». اما مشکل اساسی آن‌ها این است که نمی‌توانند، به‌طور منطقی، بین «چیزهایی که فکر می‌کند» و «چیزهایی که فکر نمی‌کنند» تفاوتی قائل شوند. با این تعریف حتی یک دما سنج هم دارای هوشی ابتدایی است.

### استدلال‌هایی که یک ماشین می‌تواند هوش عمومی را نمایش دهد

#### مغز می‌تواند شبیه‌سازی گردد
بر اساس نوشتهٔ ماروین مینسکی: «اگر دستگاه عصبی از قوانین فیزیک و شیمی پیروی کند، که تمام شواهد هم حاکی از صحَّت این امر است، سپس ما باید بتوانیم که توسط یک دستگاه فیزیکی، عملکرد سیستم عصبی را بازسازی کنیم». این بحث برای نخستین بار در اوایل سال ۱۹۴۳ مطرح شد و توسط هانس موراوک در سال ۱۹۸۸ روشن‌تر شد؛ و هم‌اکنون ری کورزول پیش‌بینی می‌کند که توانایی کامپیوترها به حدی خواهد رسید که می‌توانند مغز کامل یک انسان را شبیه‌سازی کنند.
اما برخی پژوهشگران هوش مصنوعی و حتی منتقدین این حوزه مانند هربرت دریفوس و جان سیرل با اینکه این طرح در تئوری تحقق یابد هم رأی نیستند. اما سیرل خاطر نشان کرد که در اصل، هر چیزی می‌تواند توسط کامپیوترها شبیه‌سازی گردد، و اگر شما بخواهید که به مفهوم شکست، دامنه بزنید، باید بدانید که تمام مراحل محاسبه خواهد شد. وی افزود: «آنچه ما می‌خواهیم بدانیم این است که چه چیزی ذهن آدمی را از دماسنج و جگر متمایز می‌کند!» هر مقاله‌ای که به نوعی با کپی‌برداری از مغز در ارتباط باشد، مقاله ایست که بر نادانی ما در خصوص چگونگی عملکرد هوش صحّه گذاشته است. اگر ما باید می‌دانستیم که مغز چگونه هوش مصنوعی را می‌سازد، هرگز نگران آن (هوش مصنوعی) نبودیم!

#### تفکر انسان، پردازش مبتنی بر سَمبُل‌ها است
مقالهٔ اصلی:Physical symbol system
آلن نیول و هربرت سیمون در سال ۱۹۶۳symbol manipulation را به‌عنوان ماهیت اصلی هوش انسان و ماشین معرفی کردند. آن‌ها نوشتند:
Physical symbol system معنی لازم و کافی عملکرد هوش عمومی دارد.
این ادعا بسیار محکم است: چرا که معتقد است تفکر انسان نوعی symbol manipulation است (چرا که سامانهٔ سمبل برای هوش ضروری است) و آن ماشین می‌تواند باهوش باشد. (چرا که سامانهٔ سمبل برای هوش، کافی است) نسخهٔ دیگری از این نظریه را هربرت دریفوس فیلسوف مطرح کرد و آن را philosophical assumption نامید.
- مغز می‌تواند بمانند دستگاهی تصور شود که اطلاعاتی را طبق قوانین از پیش تعیین شده بکار می‌گیرد.

معمولاً، این تفاوت، بین سمبل‌های سطح بالایی که در دنیای پیرامون هستند، مثل <سگ> و <دُم> و سمبل‌هایی که پیچیدگی بیشتری دارند و در ماشین‌هایی مثل سیستم شبکهٔ عصبی بکار گرفته می‌شوند، دیده می‌شود. پیشتر، پژوهشی در خصوص هوش مصنوعی توسط جان هاگلند، انجام گرفت که good old fashioned artificial intelligence یا GOFAI نامیده شد. طی این پژوهش سمبل‌های دسته بالا(high level symbols) مورد بررسی قرار گرفتند.

#### مبحثی علیه نماد پردازش
این مباحث نشان می‌دهد که تفکر انسان شاملِhigh level symbol manipulation. نیست. این مباحث هوش مصنوعی را رد نمی‌کنند، تنها به چیزی بیش از نماد پردازش اشاره دارند.

#### لوکاس، پنروز و گودل
در سال ۱۹۳۱ کورت گدل ثابت کرد: که همواره می‌توان عباراتی را خلق کرد، تا یک سیستم صوری (مانند: برنامهٔ هوش مصنوعی) قادر به اثبات آن نباشد. هر انسانی می‌تواند با کمی اندیشیدن به صحّت گفته‌های گودل برسد. این گفته توسط جان لوکاس فیلسوف نیز تأیید شده که منطق انسان همواره قوی تر از منطقِ ربات (ماشین)ها ست. وی نوشته است که به نظر من قضیهٔ گدل برای اثبات نقض ماشین گرایی کافی است، چرا که ذهن را نمی‌توان در قالب ماشین گنجاند.
آقای راجر پنروز در کتاب خود به نام «ذهن تازهٔ امپراتور» که در سال ۱۹۸۹ منتشر گشت، به این موضوع بیشتر پرداخته است. در این کتاب وی می‌اندیشد که فرایند مکانیکی کوانتومی که در داخل تک تکِ رشته‌های عصبی انجام می‌شود، به انسان قابلیت ویژه‌ای می‌دهد که بر ماشین‌ها غلبه کند.

#### دریفوس: برتری مهارت‌های ناخودآگاه
هربرت دریفوس معتقد است که هوش انسان و مهارتش ابتدا به غریزه ناخود آگاهش مربوط است تا conscious symbolic manipulation. و خاطر نشان کرد که این مهارت‌های ناخود آگاه، هرگز تحت سلطهٔ قوانین کلی در نخواهد آمد.
آقای ترنینگ روی بحث دری فوس در مقاله‌ای که تحت عنوان بررسیِ ماشین آلات و هوش در سال ۱۹۵۰ مطرح شد تأمل بیشتری کرد. وی این مبحث را در دسته بندیِ arguments from informal behavior جای داد. وی در پاسخ گفت: هنگامی که ما، خودمان قوانینی را که رفتارهای پیچیده را رهبری می‌کنند نمی‌دانیم، دلیل نمی‌شود آن‌ها را نقض کنیم. (ندانستن ما دلیلی بر وجود نداشتن آن‌ها نیست) وی افزود: ما ابداً نمی‌توانیم خودمان را قانع کنیم که هیچگونه قانون کلی‌ای برای رفتارها وجود ندارد. تنها راهی که ما می‌توانیم برا ی یافتن چنین قوانینی پیش گیریم، مشاهدات علمی است و هنگامی که در یافتیم هیچگونه شرایطی تحت این عنوان وجود ندارد می‌توانیم بگوییم: «ما به اندازهٔ کافی جستجو کردیم و چنین قوانینی وجود ندارند».
راسل و نوروینگ اظهار داشتند، طی سال‌هایی که دری فوس مقالهٔ انتقادیش را منتشر کرد، فرایندی برای پی بردن به «قوانینی» که منطق ناخود آگاه را رهبری می‌کنند به وجود آمد. این جنبش‌های جایگزین شده در تحقیق‌های روباتیک در واقع تلاشی است بر ای دستیابی مهارت‌های ناخود آگاهِ ما در درک و توجه. الگوی هوش محاسباتی، مانند رشته‌های عصبی، الگوریتم‌های پویا و غیره، غالباً به شبیه‌سازی استدلال و یادگیری ناخودآگاه رهنمود می‌شوند. تحقیقات در خصوص دانش عمومی روی بازسازی معلومات پیشین و مفهوم دانش، متمرکز شده است. در واقع تحقیق در خصوص هوش مصنوعی، از high level symbol manipulation و GOFAI جدا گشته و به مدلهایی تبدیل شده که گرایش بیشتری به capture کردن منطق ناخود آگاه ما دارند. مورخ و پژوهشگر هوش مصنوعی، آقای دانیل کرویر، نوشته است: «زمان صحت برخی از گفته‌های دری فوس را ثابت می‌کند». ؟

## آیا یک ماشین می‌تواند دارای هوشیاری و حالات ذهنی باشد؟
این یک سؤال فلسفی است، که بی ارتباط با مشکل ذهن‌های دیگر و مشکل اساسی هوشیاری نیست. این سؤال در حوزهٔ مطالعاتی نظریهٔ هوش مصنوعی قوی (strong AI) که توسط آقای جان سیرل ارائه شده می‌چرخد.
- یک physical symbol system می‌تواند دارای ذهن و حالات ذهنی باشد.

آقای سیرل این نظریه را با چیزی که هوش مصنوعی ضعیف می‌نامد، (weak AI) متفاوت می‌داند.
- یک physical symbol system می‌تواند عملکردی هوشمندانه داشته باشد.

وی با جدا کردن هوش مصنوعی قوی از ضعیف، ذهن خودش را روی مطلبی که فکر می‌کرد بحث‌برانگیز تر خواهد بود متمرکز کرد. وی گفت: حتی اگر فرض کنیم که برنامهٔ کامپیوتری‌ای ابداع کرده‌ایم که دقیقاً بمانند ذهن انسان عمل می‌کند، هنوز سؤال‌های فلسفی دشوار وجود دارد که باید به آن‌ها پاسخ دهیم. هیچ‌یک از دو نظریهٔ آقای سیرل نتوانستند به این سؤال پاسخ دهند که: «آیا یک ماشین می‌تواند جلوه‌ای از یک هوش عمومی باشد؟» (مگر اینکه ثابت شود که آگاهی لازمهٔ به وجود آمدن هوش است) وی گفت، نمی‌خواهم این‌گونه برداشت کنم که هیچ رمز و رازی دربارهٔ آگاهی و هوشیاری وجود ندارد. اما در عین حال فکر نمی‌کنم که لزوماً این معماها باید پیش از آنکه به سؤال {آیا ماشین‌ها می‌توانند فکر کنند} پاسخ دهیم، حل شوند. راسل و نوروینگ معتقدند که بیشتر پژوهشگران حوزهٔ هوشِ مصنوعی، فرضیهٔ هوش مصنوعی ضعیف را بدیهی فرض می‌کنند و (انگار) اصلاً فرضیهٔ هوش مصنوعی قوی برایشان جذابیتی ندارد.
پیش از آنکه پاسخی به این سؤال بدهیم، باید بیشتر به معنا و مفهوم واژه‌های minds- mental states-consciousness بپردازیم.

### هوشیاری، ذهن، حالات ذهنی و معنا
واژه‌های «ذهن» و «هوشیاری» در جوامع گوناگون، معانی متفاوتی دارند. به‌عنوان مثال، برخی از متفکرینِnew age از واژهٔ «هوشیاری» برای وصف چیزهایی شبیه به «élan vital» برگسون، ماده‌ای نامرئی و حاوی انرژی که به زندگی و به‌خصوص ذهن رخنه می‌کند، بهره می‌جویند. نویسندگان داستان‌های علمی تخیلی، از واژه برای توصیف ویژگی ذاتی ی مان که ما را به انسان مبدل کرده است، استفاده می‌کنند. ماشینی که آگاهی دارد یا هوشیار است، به عنوان یک شخصیت کاملاً انسان نمامفهوم معنایی ظاهر می‌شود، با خصوصیاتی نظیر هوش، میل، آرزو، امید، بینش، غرور و بسیاری دیگر… این نویسندگان همچنین از واژه‌های درک، معرفت و دانایی، خود آگاهی و روح، به منظور توصیف این ویژگی‌های اصلی انسانی استفاده می‌کنند. برای دیگرِ افراد واژه‌های «ذهن» و «هوشیاری (آگاهی)» وابستهٔ «روح» تلقی می‌شوند.
برای فیلسوف‌ها و دانشمندان علم عصب‌شناسی و علوم شناختی، این دو واژه به مفهومی، دقیق‌تر و دنیوی‌تر دارند. مفهومی ملموس و روزمره تر دارند. مانند فکر کردن، درک کردن، یک رؤیا، یک خیال یا یک برنامه (نقشه)، و چیزی که ما می‌دانیم و درک می‌کنیم. کار دشواری نیست که ما مفهوم دقیق و قابل درکی از آگاهی ارائه کنیم. چیزی که مبهم و اسرارآمیز است، خود آن نیست، بلکه چگونگی آن است.
فلاسفه این را مشکل اصلی آگاهی (هوشیاری) می‌دانند.
این نسخهٔ نهایی مشکلات روتین (کلاسیک) فلسفهٔ ذهن است که مسئله ذهن و بدن نامیده می‌شود. مشکل مربوط، مشکلات معنایی یا مفهومی است که فلاسفه آن را intentionality می‌نامند. چه رابطه‌ای میان تفکر ما، (مثل الگوهای عصبی) و چیزی که ما بدان می‌اندیشیم، (مانند موقعیت‌های پیرامونمان) وجود دارد؟ سومین مورد، مشکل تجربه (یا پدیدارشناسی) است. اگر دو فرد، یک چیز را ببینند آیا نسبت یه آن به یک شکل می‌نگرد. (هر دو ی آن‌ها احساسی مشابه نسبت به آن دارند؟) یا اینکه چیزی در ذهنشان وجود دارد (بنام qualia) که در همهٔ اشخاص متفاوت است؟
Neurobiologists معتقدند که هنگامی که ما شروع به شناختن رابطهٔ عصبیِ هوشیاری کنیم، تمامی این مشکلات حل خواهند شد. ماشینی حقیقی که در مغز ما وجود دارد و ذهن، تجربه و فهم را خلق می‌کند. حتی تندترین منتقدین حوزه هوش مصنوعی نیز، بر این امر واقفند که مغز، تنها ماشینی است که هوشیاری (آگاهی) و هوش را در نتیجهٔ فرایندهای فیزیکی می‌سازد.
سؤال دشوار فلسفی این است که: آیا یک برنامهٔ کامپیوتری که توسط ماشین دیجیتالی با ادغام ارقام دو دویی صفر و یک، اجرا می‌شود، می‌تواند توانایی نورون‌ها (رشته‌های عصبی) را برای خلق ذهن، و در نهایت تجربهٔ هوشیاری دوبرابر کنند؟

## آیا تفکر نوعی محاسبه است؟
این مقاله از اهمیت ابتدایی ای برای دانشمندان رفتار شناختی برخوردار است که ذات تفکر بشر و حل مشکلاتش را مطالعه کرده‌اند.
تئوریِ محاسباتی ذهن، یا computationalism، ادعا می‌کند که رابطهٔ بین ذهن و جسم، همانند رابطهٔ بین برنامهٔ اجرایی و کامپیوتر است. این ایده ریشه‌ای فلسفی دارد. هابز می‌گوید: استدلال چیزی بیشتر از حساب کردن نیست. لایبنیتز که تمامی تلاشش را برای خلق محاسبات منطقی همهٔ ایده‌های انسان بکار گرفت. هیوم کسی که می‌اندیشید، درک می‌تواند به اجزای ریزی تقسیم‌بندی شود؛ و حتی کانت که تمامی تجربه‌ها را کنترل و با قوانین رسمی، تحلیل کرد. نسخهٔ نهایی، با همکاری دو فیلسوف، هیلاری پاتنام و جری فودور تهیه شد.
این سؤال در اصل، زاییدهٔ سؤال‌های پیشین است. اگر مغز انسان نوعی کامپیوتر باشد، آنگاه کامپیوترها می‌توانند هم باهوش باشند و هم آگاه که قادر خواهند بود به سؤالات فلسفی و عملی هوش مصنوعی پاسخ دهند. براساس سؤالات عملی هوش مصنوعی، نظیر (آیا یک ماشین می‌تواند جلوه‌ای از هوش عمومی باشد؟) برخی نسخ computationalism اعلام کردند (همان‌طوری‌که هوبز نوشته:):
- استدلال چیزی جز محاسبه نیست

به بیان دیگر، هوش ما، برگرفته از نوعی محاسبه است، شبیه به حسابگری (arithmetic). این فرضیه‌ای که در بالا مطرح شد (همان: physical symbol system) نشان می‌دهد که تولید هوش مصنوعی غیرممکن نیست. در خصوص سؤال فلسفی‌ای که در مورد هوش مصنوعی مطرح شد، (آیا یک ماشین می‌تواند، ذهن، حس و آگاهی داشته باشد)، اغلب نسخ در رابطه با محاسبه گرایی(computationalism) همان‌طوری‌که استیون هارناد (Steven Harnad) گفته:
- حالات ذهنی، تنها اجرای درست برنامه‌های کامپیوتری است.

## دیگر سوالات مربوط
آلن تورینگ گفت: مباحث بی‌شماری با این عناوین وجود دارند: «یک ماشین هرگز فلان کار را نمی‌کند». و این «فلان»، می‌تواند هر چیزی باشد!
مانند:
مهربان بودن، ابتکار داشتن، زیبا، دوستانه و خوش ذوق بودن، شوخ‌طبع بودن، تشخیص درست از نادرست، اشتباه کردن، عاشق شدن، لذت بردن از توت‌فرنگی و خامه، کسی را شیفتهٔ خود کردن، از تجربه‌ها پند گرفتن، از واژه‌ها به‌درستی استفاده کردن، از افکار خویش بهره گرفتن، بمانند انسان رفتارهای گوناگونی داشتن یا اینکه، دست به کارهایی کاملاً تازه بزند.
مهربان بودن، ابتکار داشتن، زیبا، دوستانه و خوش ذوق بودن، شوخ‌طبع بودن، تشخیص درست از نادرست، اشتباه کردن، عاشق شدن، لذت بردن از توت فرنگی و خامه، کسی را شیفتهٔ خود کردن، از تجربه‌ها پند گرفتن، از واژه‌ها به‌درستی استفاده کردن، از افکار خویش بهره گرفتن، بمانند انسان رفتارهای گوناگونی داشتن یا اینکه، دست به کارهایی کاملاً تازه بزند.
«تورینگ» معتقد است که این استدلال‌ها اغلب بر اساس فرضیاتی ساده، مبنی بر تطبیق‌پذیری ماشین‌ها هستند یا فرم دیگری از مبحث هوشیاری. نوشتن برنامه‌ای که رفتارهای فوق را ارائه دهد، تأثیر چندانی نخواهد داشت. تمام این مباحث نسبت به قضیهٔ اصلی هوش مصنوعی، tangential هستند، مگر اینکه بتوانند ثابت کنند که یکی از این ویژگی‌ها برای هوش عمومی ضروری است.

### آیا یک ماشین می‌تواند احساس داشته باشد؟
هنس مراوک می‌گوید: «به عقیدهٔ من ربات‌ها در کل در خصوص اینکه مردمان خوبی باشند کاملاً احساسی برخورد می‌کنند». و احساسات را در راستای اعمالی که انجام می‌دهند تعریف می‌کنند. ترس سرچشمهٔ فوریت است. همدلی یک عنصر مهم در تعامل میان انسان و کامپیوتر است. به گفتهٔ وی ربات‌ها سعی می‌کنند که در ظاهری کاملاً عاری از خویشتن بینی، از شما در خواست کنند چرا که این عمل تأثیر مثبتی روی آن‌ها می‌گذارد. شما می‌توانید از این عمل آن‌ها به عنوان محبت (عشق) یاد کنید. دانیل کرویر می‌نویسد: «مراوک معتقد است که احساسات تنها ابزاری برای به چالش کشیدن رفتار به سوی بقای یک گونه باشد» این سؤال که آیا یک ماشین قادر به درک احساسات هست یا تنها این‌گونه می‌نمایاند، یک سؤال فلسفی است.

### آیا یک ماشین می‌تواند از خود آگاه باشد؟
خود آگاهی همان‌طور که در بالا اشاره شد، گاهی اوقات توسط نویسندگان داستان‌های علمی تخیلی تحت عنوان یک اسم برای عمده دارایی یک انسان که شخصیت را کاملاً به یک انسان مبدل می‌کند، بکار گرفته می‌شود. تورینگ انسان را از دیگر دارایی‌هایش تهی کرد و سؤال را به یک جمله تبدیل کرد: «آیا یک ماشین می‌تواند از افکارش تبعیت کند؟» آیا می‌تواند به خودش فکر کند؟ کاملاً واضح و روشن است که در این رابطه می‌توان برنامه‌ای نوشت که ماشین، گزارش‌هایی را از درون خویش بدهد. (مانند debugger).

### آیا یک ماشین می‌تواند خلاّق یا مبتکر باشد؟
تورینگ سؤالی مطرح کرد و آن سؤال این بود که آیا یک ماشین می‌تواند کاری کند که برای ما تازگی داشته باشد؟ (می‌تواند ما را شگفت زده کند؟) و روی آن بحث کرد، پاسخ مثبت است؛ و هر برنامه‌نویسی می‌تواند آن را تصدیق کند. وی افزود، کامپیوترها با داشتن ظرفیت بالای حافظه‌ای، قادر خواهند بود بی‌شمار رفتار مختلف انجام دهند. احتمال این قضیه، هرچند اندک، وجود دارد که کامپوترها قادر باشند با ترکیب چند ایده، ایده‌ای نو بسازند. به عنوان مثال، Automated Mathematician داگلاس لناتس، چند ایده را برای پی بردن به حقیقت تازه علم ریاضی با هم ترکیب کرد.

### آیا یک ماشین می‌تواند روحی داشته باشد؟
در نهایت افرادی که به وجود روح عقیده دارند، می‌توانند بر سر این موضوع بحث کنند که:
- تفکر یکی از قابلیتهای روح جاودان بشر است.
- هرچیزی که در حیطه فکر بشری قرار بگیرد می‌تواند امکان‌پذیر باشد

آلن تورینگ این را «هدفی الهی» نامید و نوشت:
برای ساختن چنین ماشین‌هایی، ما نباید به قدرت او (پروردگار) در ساختن روح بی حرمتی کنیم.

### آیا یک ماشین می‌تواند خِرَدی را از انبوه و ترکیب داده ها دریابد که انسان ها متعارفاً نتوانند؟ به صورت معکوس چه طور؟
این موضوع در زمینه خِرَد ترکیبی قابل بحث و همچنین بسط و کاربرد است.

### آیا یک انسان می تواند خِرَد یا چیزی بیابد که متعارفاً تضمینی برای یافتن آن توسط یک ماشین در زمان معقول وجود ندارد؟
این موضوع هم در زمینه خِرَد ترکیبی قابل بحث و همچنین بسط و کاربرد است.